# Eliminativism

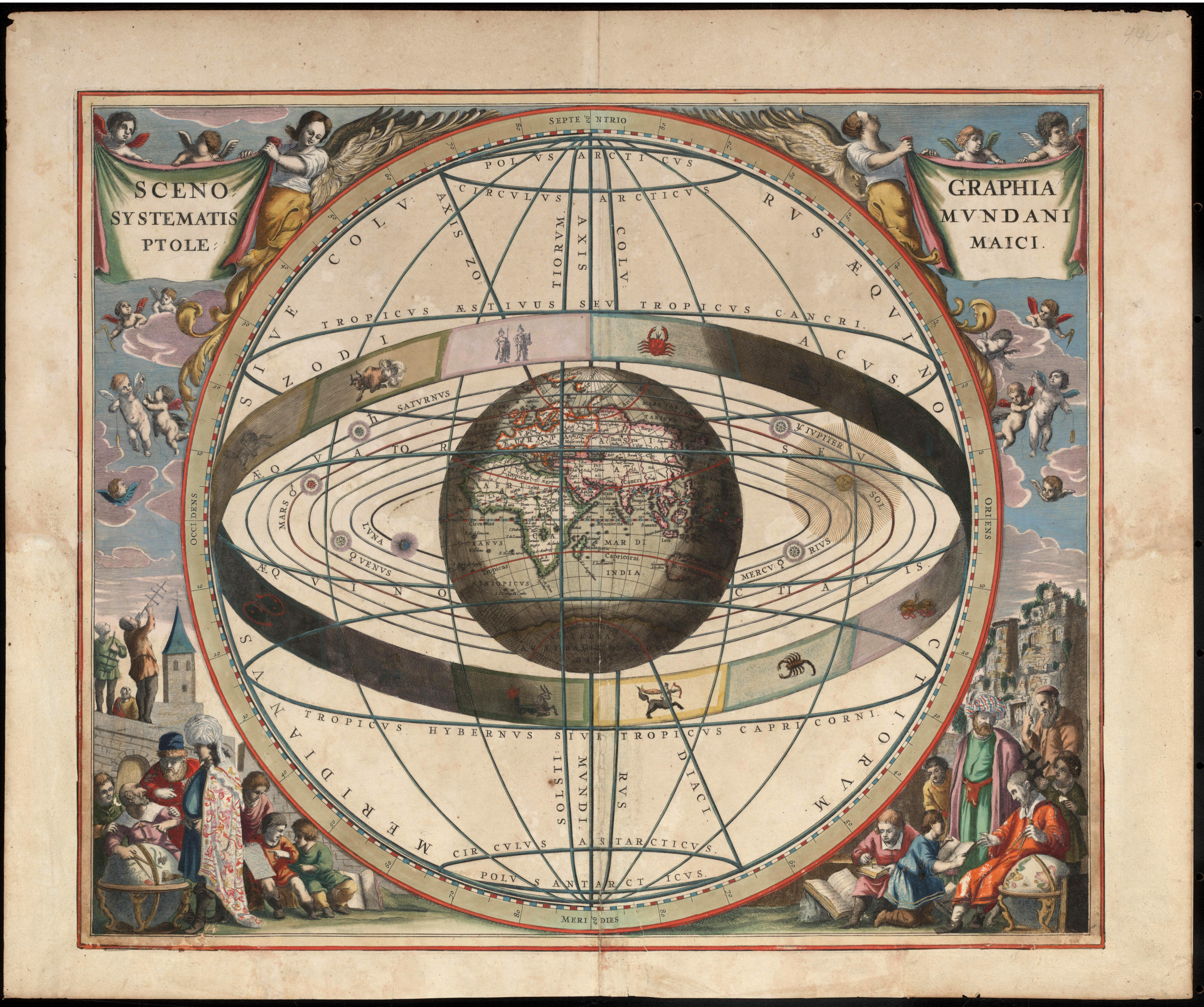
Eliminativister hävdar att den moderna tron på mentala fenomens existens är analog med den antika tron på obsoleta teorier såsom en geocentrisk världsbild.

Eliminativ materialism, eller bara eliminativism, är en materialistisk hållning inom medvetandefilosofi, som hävdar att vår vardagliga sunt förnuftiga förståelse av medvetandet är fundamentalt fel, och att många eller alla av de mentala tillstånd som människor tror existerar egentligen inte gör det. Eliminativismen vill på så vis helt avfärda den så kallade folkpsykologin.
Vissa eliminativister hävdar att man inte kommer kunna ge någon koherent neurovetenskaplig analys av många av de vardagliga psykologiska koncepten, såsom tro eller lust, eftersom de är dåligt definierade. Snarare hävdar de att man borde värdera psykologiska koncept om beteende och erfarenhet efter hur väl de kan reduceras till biologi. Andra versioner hävdar istället att mentala medvetandetillstånd som smärta inte alls existerar.
Elimnativismen står i motsatsförhållande till reduktiv materialism, som istället hävdar att mentala tillstånd är väldefinierade, och att vi med vidare forskning kan nå en mer detaljerad, men inte annorlunda förståelse. Är man eliminativist om en klass av identiteter menar man att vissa klasser av entiteter inte existerar. Materialism är ofta eliminativ om själ, medan moderna kemister är eliminativster om flogiston, liksom moderna fysiker är eliminativister om etrar. Eliminativ materialism är en relativt ny hållning, från 1960-70-talet, som menar att vissa klasser av mentala entiteter som det sunda förnuftet tar för självklart, som trosföreställningar, önskemål och subjektiva upplevelser av smärta, inte existerar. De vanligaste varianterna är eliminativism om propositionala attityder, som anfört av Paul och Patricia Churchland, och eliminativism om kvalia, som anfört av Daniel Dennett och Georges Rey.
Eftersom eliminativismen hävdar att man med vidare forskning kommer misslyckas att hitta en neural bas för olika mentala fenomen måste man nödvändigtvis vänta på att vetenskapen gör ytterligare framsteg. Man kan ifrågasätta hållningen på dessa grunder, men filosofer som Churchland menar att eliminativismen är nödvändig för att öppna tänkares ögon för ny bevisföring och bättre förklaringar.

## Historisk bakgrund
Eliminativism i sin bredaste betydelse innebär att den är eliminativist om en viss typ av saker som avfärdar den typen av saker. I den betydelsen har det funnits många eliminativister om olika delar av människans natur. Determinister som Baron d'Holbach var exempelvis eliminativister om fri vilja, liksom David Hume kan hävdas ha varit eliminativist om självet. I den mer moderna formen, där eliminativismen avfärdar vissa typer av mentala tillstånds existens, här historien inte lika lång. James Cornman var 1968 den första att använda termen i sin moderna betydelse, i "On the Elimination of 'Sensations' and Sensations". Idéerna Cornman diskuterade kan dock delvis sägas gå tillbaka till C. D. Broads "The Mind and its Place in Nature" från 1925. Framstående filosofer under mitten av 1900-talet som kan sägas ha haft eliminativistiska strömningar är bland annat Wilfred Sellars, W. V. O. Quine, Paul Feyerabend och Richard Rorty.
Redan tidigt fanns det en konflikt inom eliminativismen: mellan de som hävdar att man med tiden kommer att inse att de mentala koncepten egentligen bara är tomma och att de mentala tillstånden inte refererar till något som verkligen finns, samt de som menar att neurovetenskapen som vetenskap och dess konceptuella ramverk, eller möjligtvis någon annan lämplig fysisk vetenskap, bör ersätta det sunda förnuftets ramverk vi använder nu. De senare kan hävda att mentala tillstånd visst är något verkligt, bara att det kommer visa sig att de egentligen är hjärntillstånd, som relevanta vetenskaper kan förklara bättre. Tillspetsat kan man säga att konflikten stod mellan: (a) Det finns bara hjärntillstånd, inga mentala tillstånd och (b) mentala tillstånd finns, men bara som hjärntillstånd). Bland annat Quine har dock konstaterat att det är svårt att se någon skillnad mellan (b) och reduktiv materialism.
Mycket av debatten under 60- och 70-talet handlade om att hantera denna konflikt och att således försöka komma fram till vad eliminativ materialism egentligen innebar. Bland annat Richard Rorty, Cornman, William Lycan, George Pappas och Steven Savitt deltog i debatten. I senare tid har hållningen vuxit sig större och omfattat fler författare och fler filosofiska områden. Paul och Patricia Churchland har diskuterat hållningen flitigt och uppmärksammat, och tvingat både filosofer och kognitionsvetare att ta eliminativismen mer allvarligt. De attackerar folkpsykologin, som de menar bör avfärdas och göras av mer, och att neurovetenskapen kommer att kunna ersätta allt prat om mentala tillstånd. Även Stephen Stich har blivit uppmärksammad.